# Jahnsdorf/Erzgeb.
Jahnsdorf/Erzgeb. är en kommun och ort i Landkreis Erzgebirgskreis i förbundslandet Sachsen i Tyskland. Kommunen har cirka 5 400 invånare.